# Snowballing
Pour les articles homonymes, voir Boule de neige (homonymie).

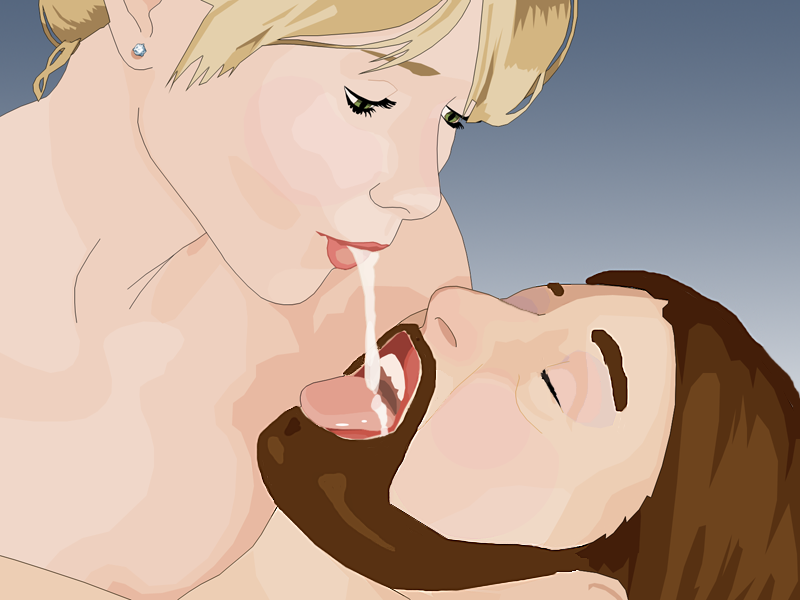
Snowballing entre une femme et un homme.

Le snowballing (« boule de neige » en français) est une pratique sexuelle qui consiste à faire passer le sperme d'une bouche à l'autre, généralement pour embrasser son partenaire.

## Pratique
Des chercheurs de New York ont interrogé plus de 1 200 hommes gays ou bisexuels en 2004 ; l'étude a montré que près de 20 % d'entre eux ont pratiqué une ou plusieurs fois le snowballing.
Chez les couples hétérosexuels, la femme après une fellation peut retourner dans la bouche de son partenaire, le sperme mélangé à sa salive (et vice versa). C'est de ce mélange provoquant une augmentation de volume, que vient le terme snowballing.
Cette pratique est populaire dans le milieu du cinéma pornographique pour son effet visuel ; il y est souvent pratiqué entre femmes, dans les films mettant en scène la sexualité de groupe.

## Culture populaire
Dans le film Clerks : Les Employés modèles de Kevin Smith sorti en 1994, le personnage de Willam Black (Scott Mosier) est surnommé snowballing car il s'adonne à cette pratique.
La pratique est mentionnée mais pas explicitement définie dans le film de Chris Columbus, « Ma meilleure ennemie », lorsque l'un des adolescents du film est ridiculisé pour ne pas savoir ce que c'est.